# 武公 (召)
武公（ぶこう、生没年不詳）は、春秋時代の召の君主。姫姓召氏。
魯の僖公11年（紀元前649年）、周の襄王は武公・内史過（姓は不明）を派遣し、晋の恵公に命を伝えた。内史過が襄王に謁見すると、「晋侯其無後乎。王賜之命而惰于受瑞，先自棄也已，其何継之有？礼，国之幹也。敬，礼之輿也。不敬則礼不行，礼不行則上下昏，何以長世？」と言った。